# جدار وفتحة
جدار وفتحة، «الجدار»  عنصر في البناية دوره غلق وعزل الفضاءات، و«الفتحة» فراغات تخصص في الجدران لاستقبال النوافذ والأبواب.

## مقدمة
الهندسة المدنية  هي مجموع المعارف والتقنيات المرتبطة بتصميم وتطبيق وتوظيف كل المناهج والمعدات والوسائل التي تخص ميدان البناء   فمن أصغر مبنى فردي أو محل تجاري إلى أضخم منشأ فني تختلف الطرق والتقنيات المتبعة وكذا المواد الأولية المستعملة التي ترتبط أساسا بالثروات الطبيعية والتكنولوجيات المتوفرة في كل منبر وتساهم في تحقيق نسيج عمراني متناسق ومن أهم منشأت الهندسة المدنية الجدران التي تعتبر ركائز المبنى.

## تعريف الجدران
هي عناصر شاقولية من البناية دورها غلق وعزل الفضاءات.

## وظائف الجدران
زيادة على الوظائف الرئيسية للجدار والتي تتمثل في عزل وغلق الفضاءات الداخلية عن الخارجية تعددت مهامه بشروط يحققها الجدار حتى يلعب دوره على أكمل وجه.
- الحجز البصري وهذا باستعمال مواد عتيمة تماما.
- التهوئة والإنارة الطبيعية بتخصيص فتحات للنوافذ للسماح لأشعة الشمس والهواء بالمرور.
- السماح بالتنقل بين الفضاءات بتخصيص فتحات للأبواب.
- المقاومة للأثقال كقوى آتية من الأعلى إلى الأسفل [حمولات شاقولية]وهي ناتجة عن الثقل الذاتي فقط أو الثقل الذاتي وما يعلو الجدار من روافد وأرضيات وكذا مقاومة التأثيرات التي يمارس فعلها في مستوى أفقي مثل الرياح [كحمولات أفقية].
- العزل الصوتي مرتبط أساسا بالكتلة الحجمية للمواد المستعملة ولذا نفضل استعمال المواد الثقيلة.
- العزل الحراري تختار لتحقيقه المواد القادرة على إبقاء توازن دون تبادل حراري مهم بين 20 درجة مئوية داخلية و-4 درجة مئوية خارجية.
- الجانب الجمالي باختيار الأشكال والألوان الأنيقة والمتجانسة مع المحيط.
- إمكانية استعمال تقنيات الأشكال المتشابهة وهذا عبر استعمال الصنع المسبق وانجاز عناصر ذات الوزن المحدود لسهولة رفعها.

## تصنيف الجدران
إن للجدران مواضيع مختلفة في المبنى وتصنف بعدة طرق ومن أهم التصنيفات للجدران هناك: 
- التصنيف حسب المادة: حيث نميز نوعين هما:
  - جدارن البناية التي تنجز بصفوف متراكبة من الآجر أو طوب الاسمنت أو طوب الجص أو الحجارة المصقولة.
  - جدران الخرسانة المسلحة.
- التصنيف حسب الدور: حيث نميز نوعين:
  - الجدار الفاصل غير الحامل وهو الجدار الذي لا يستعمل الا للفصل بين الفضاءات كجدران الواجهة والجدران الفاصلة الداخلية وتدرج ضمن الهياكل المكونة من أعمدة وروافد.
  - الجدران الحاملة بالإضافة إلى دور الفصل يكون حمل الأرضيات وما يعلوها على عاتقها حتى أنها تعتبر عناصر من الهيكل.

## تعريف الفتحات
الفتحات هي فراغات تخصص في الجدران لاستقبال النوافذ والأبواب.
تعرف الفتحات ببعديها في المستوي والعمودي وهما العرض والارتفاع.
- العرض الاسمي للفتحة: يرمز له بالحروف LNB ويمثل العرض الداخلي للفتحة.
- الارتفاع الاسمي للفتحة: يرمز له بالحروف HNB ويمثل الارتفاع الداخلي للفتحة.

## دور الفتحات
إن النوافذ والأبواب عناصر مكملة للجدران حيث تسمح لها بالقيام بأدوار مثل الغلق والإنارة الطبيعية والتهوئة والسماح بالتنقل.
وهي ذات وأشكال وأبعاد مختلفة تستعمل في تصنيفها مواد مختلفة وعديدة مثل:الخشب والألمينيوم والحديد والزجاج إلى غيرها من المواد الاصطناعية.

## مميزات الفتحات
للفتحات عدة مميزات وهي تختلف من فتحة إلى أخرى.
- الأبواب: تعتبر مستطيلة الشكل لها طول أطول من العرض.
- النوافذ: وهي فتحات مستطيلة الشكل في ارتفاع وعرض أصغر من فتحة الأبواب.

- يمكن للنوافذ والأبواب أن تيكون لها شكل قبة من الأعلى وهذا حسب ذوق المهندس المعماري.
- يجب أن تكون الفتحة كبيرة الشكل لكي تكون الإنارة قوية فالفتحة تتماشى مع حجم الغرفة.

## كيفية بناء الجدران بالفتحات
يبنى الجدار بالطريقة المعتادة وذلك بوضع الآجر والملاط حتى الوصول إلى الجهة المراد وضع فيها الفتحات المتمثلة في النوافذ والأبواب ولإتمام البناء فوق الفتحات يجب وضع الساكف والمتمثل في رافدة من الخرسانة المسلحة، تنجز الفتحات حسب المنشأ المراد إنجازه.

## الأخطار التي تواجه الجدران والفتحات
- الشقوق: وهي عبارة عن انكسارات ناجمة من استعمال مواد البناء الغير صالحة أو بنقص في كمية إحدى مكونات الخلطة الخرسانية.
- الزلازل: فالهزات الأرضية تعتبر قوى خارجية تؤثر على المبنى ككل خاصة الجدران حيث تكون الشقوق قطرية diagonale.